# Radvánszky család
A radványi és sajókazai nemes és báró Radvánszky a régi magyar nemesi családok egyike, melynek eredete a XIII. századra tehető.

## Története
A család korai eredetéről megoszlanak a vélemények, egyesek lengyelországi gyökereket keresnek, mások pedig – köztük Nagy Iván, Kempelen Béla, és Radvánszky László is – ősi magyar családnak vélik. A család nevét adó Radvány község Zólyom vármegye területén volt található, ma a szlovákiai Besztercebánya településrésze. Oklevelekkel igazolható első ősük egy bizonyos Jurk vagy György, aki a XIII. század elején élt. Ennek fia volt Dénes, aki a családi levéltár szerint 1254-ben valamilyen pénzösszeg kifiztéséről kapott megerösítő levelet az esztergomi érsektől. Ennél egy fontosabb irat az 1287-ben keltezett IV. László király határjárási oklevele, mely kimondja, hogy Jurk fia Dénes birtokai a szomszédságában található királyi birtokoktól elválaszttatnak és újabb földterületekkel bővíttetnek. Ez az oklevél ugyancsak tartalmazza, hogy Dénes a II. Ottokár cseh király elleni háborúban is részt vett, ahol is súlyos sebet kapott. Dénes III. Andrástól is újabb birtokokat kapott 1291-ben, majd egy 1296-os irat már főispánnak nevezi. Ennek a Dénesnek egy ugyancsak Dénes nevű unokája már de Radvanya névvel szerepelt, és nagyapjához hasonlóan zólyomi főispán volt. Ez utóbbi Dénesnek Péter nevű fiától származó két unokája és Besztercebánya városa között birtokvita alakult ki 1405-ben, ahol maga Zsigmond király tett igazságot és a két fiút, Jánost és Pétert megerősítette birtokaiban. János egyik unokáját, Györgyöt, 1509-ben zólyomi alispánként említik, három fia pedig már állandósult formában használták a Radvánszky nevet.
Az említett három fiú közül az egyik, Boldizsár, két fiúörököst hagyott maga után, név szerint Györgyöt és Ferencet. Ferenc ága néhány generáció után kihalt, de György leszármazottai a mai napig is viselik a Radvánszky nevet. Ennek a Györgynek Ferenc nevű fiával majdnem ki is halt a család a XVII. század közepén, ugyanis első feleségétől nem születtek fiai, második házassága idején pedig már 70 éves is elmúlt. Ekkor nemeskürthi Bakó Fruzsinát vette nőül, akit hamar özvegyen is hagyott, örökös nem született. Örökös hiányában az egész Radvánszky-birtokon Beniczky Tamás és Tar Mihály osztoztak volna, de az ebben az esetben szükséges ún. impetráló okirat beiktatásának az egyébként várandós állapotban lévő özvegy ellentmondott, és kevéssel később utószülött fiúnak adott életet, aki nagyapja után a György nevet kapta. A fiúnak nagyon megpróbáltatott élete volt. Többször perlekedett leányági rokonaival a birtokok miatt, majd pedig ártatlanul azzal vádolták meg, hogy Thököly Imre felvidéki mozgalmaiban részt vett. Végre a pozsonyi törvényszék felmentette, de nem sokáig lehetett nyugalma. 1687. február 26-án Caraffa saját otthonában fogatta el, majd Eperjesre vitette fia, János kíséretében. Ekkor Zrínyi Ilona segítésével vádolták meg, ugyancsak alaptalanul. Kínpadra ítélték, majd április 18-án a tömlöcben meg is halt. A holttestet még fej- és jószágvesztésre is ítélték, majd fel is négyelték. János fia azonban megvesztegette a hóhér nejét 20 arannyal, így a megcsonkított holttestet legalább el tudták temetni. A jószágvesztés azonban életbe lépett, elkobozták a radványi birtokokat. 10 évi pereskedés után is csak Kollonich Lipót esztergomi érsek segítségével sikerült visszaszerezni azokat új adományként. De az új adomány sem volt mentes minden rossztól, ugyanis Lipót király teherzáradékot tetetett az adománylevélre, mely szerint a Radvánszkyak évente ezer ölfát kötelesek szolgáltatni a tajói rézkohók számára ingyenesen.
Az említett János 1701-ben pallosjogot kapott Lipót királytól. 1703-ban megmentette Besztercebánya városát, amikor Rákóczi Zábreczky nevű vezére közeledett seregével a város felé. János, mint alispán, kötelességének érezte, hogy tegyen valamit, így követeket küldött Zábreczkyhez azzal az üzenettel, hogy a város behódol Rákóczinak. Zábreczky először nem akarta elhinni, de végül nemhogy a várost nem dúlta fel, hanem felajánlotta magát és seregét a város védelmére. Később aztán Radvánszky is Rákóczi mellé állt, hű tanácsosa és követe lett. Rákóczi bukása után Lengyelországba menekült, és csak a szatmári béke megkötése után jött haza. Ekkor Pálffy János nádortól amnesztiális bizonyítványt kapott, de a besztercebányaiak annyira Radvánszky ellen voltak, hogy csak a nádor közbenjárására kaphatta vissza a birtokait.
A későbbi családtagok között sok zólyomi alispán, politikus és katona volt. A családból Antal és unokaöccssei, Géza és Béla érdemeik elismeréséül bárói címet kaptak Ferenc Józseftől 1875. október 3-án. Béla és Géza ága sajnos hamar kihalt, míg Antal leszármazottai jelenleg Franciaországban és Ausztráliában élnek.

## Címere
Az 1875-ös bárói oklevél magyar nyelvű szövege szerint a Radvánszky-címer a következő:
„Egy álló vitézvért vörös mezővel és ebben gyürüformán görbülő, farkába harapó, szárnyas, zöldszinü sárkánynyal, az általa képzett körben arany koronán könyökben meghajlott egészen páncélzott jobb kar nyugszik, markában száraz ágat tartván, az e fölött lévő, fölfelé fordult ezüst félhold fölött egy arany csillag fénylik. A vért felső szélén nyugszik a bárói korona és e fölött egy koronázott nyilt lovagsisak, jobbról ezüst, balról arany béléssel váltakozó vörös sisaktakarókkal, – a sisak koronáján nyugvó fölfelé fordult ezüst félhold fölött egy arany csillag fénylik.”

## Jelentősebb családtagok
- Radvánszky Albert (1880–1863) nagybirtokos, koronaőr, a Felsőház alelnöke
- Radvánszky Antal (1769–1840) zólyomi alispán, országgyűlési követ, udvari tanácsos
- Radvánszky Antal (1807–1882) nagybirtokos, politikus, főispán
- Radvánszky Béla (1849–1906) művelődés- és irodalomtörténész, politikus, koronaőr, az MTA tiszteleti tagja.
- Radvánszky Géza (1847–1906) politikus, a Szabadelvű Párt borsodi elnöke, a család bárói címének egyik megszerzője
- Radvánszky György (1645–1687) nagybirtokos, evangélikus egyházkerületi felügyelő
- Radvánszky György (1700–1763) zólyomi alispán, országgyűlési követ, királyi tanácsos
- Radvánszky János (1666–1738) II. Rákóczi Ferenc tanácsosa, költő, evangélikus egyházkerületi felügyelő
- Radvánszky László (1701–1758) genealógus, teológus, országgyűlési követ